# Tierschutz Austria
Tierschutz Austria (Wiener Tierschutzverein), gegründet 1846, ist eine der ältesten Tierschutz- und Umweltorganisationen Europas und der älteste Tierschutzverein Österreichs. Tierschutz Austria setzt sich für mehr Tierrechte und faire Lebensbedingungen für Haus-, Nutz- und Wildtiere ein. Als anerkannte Umweltorganisation fordert Tierschutz Austria zudem den Erhalt des Lebensraums österreichischer Wildtiere und den Schutz heimischer Arten. Als Mitglied der Dachorganisation Europäische Koalition zur Beendigung von Tierversuchen ist der Tierschutz Austria auch auf europäischer Ebene tätig.

## Geschichte

### Gründung
1846 wird in Österreich ein Dekret erlassen, das die Gründung von Tierschutzvereinen ermöglicht und fördert. Zu dieser Zeit sind Hahnenschlag, Gänseschießen und Bockstürzen noch weitgehend beliebte und akzeptierte Beschäftigungen der Gesellschaft. Der Biedermeierdichter Ignaz Franz Castelli nimmt dies zum Anlass, einen Aufruf für den Tierschutz zu starten. Innerhalb der nächsten zwei Monate melden sich beinahe 2.500 Gleichgesinnte. Am 10. März 1846 wird daraufhin die Gründung des „Niederösterreichischen Vereins gegen Misshandlung der Tiere in Wien“ beschlossen.
Ab 1852 nennt sich der Verein „Wiener Thierschutzverein“ und gibt unentgeltlich monatlich den „Thierfreund“ an alle Mitglieder heraus. Das Magazin besteht unter dem Namen „Tierfreund“ bis heute.
Im Jahre 1902 genehmigte der Wiener Stadtrat dem Tierschutzverein „die Aufstellung eines Auslaufbrunnens mit einer Vogel-, Pferde- und Hundetränke am Wildpretmarkt im Bezirke Innere Stadt“.
Auch über Ländergrenzen hinweg, beginnt sich eine Tierschutzbewegung zu formieren. Der erste Tierschutzkongress findet 1909 in London statt. Bei dem 1929 in Wien abgehaltenen internationalen Tierschutzkongress, an dem 32 Nationen und 152 Tierschutzvereine teilnehmen, wird ein Forderungskatalog erstellt, in welchem festgehalten wird, dass es einen Welttierschutztag geben soll. Diese Forderung wird zwei Jahre später (1931) umgesetzt. Als Datum wird der 4. Oktober, der Namenstag des Heiligen Franziskus von Assisi, entschieden. Der Welttierschutztag findet seither im Rahmen von zahlreichen Veranstaltungen und Aktionen, an denen sich auch der Wiener Tierschutzverein beteiligt, jährlich statt.

### Erster und Zweiter Weltkrieg
Mit Beginn des Ersten Weltkrieges 1914 erschweren sich die Bedingungen für den Tierschutz. Hunde werden als Melde- und Sanitätshunde genutzt und Kriegspferde sind fester Bestandteil des Militärs. Viele Hunde der ins Militär eingezogenen Eigentümer werden im Tierschutzhaus abgegeben. Zusätzlich kümmert man sich um die Fütterung und Tränkung der Kriegspferde.
Mit Start des Zweiten Weltkrieges und der am 13. März 1938 erfolgten Eingliederung Österreichs in das Deutsche Reich werden private Tierschutzorganisationen aufgelöst. Die ehemaligen österreichischen Tierschutzvereine werden dem „Reichstierschutzbund“ in Frankfurt am Main unterstellt. Für den Gau Wien und den Gau Niederdonau werden im Juli 1938 die beiden in Wien bestehenden Tierschutzvereine unter dem Namen „Tierschutzverein für Wien und Umgebung“, mit Sitz im ersten Bezirk in Wien, Schulhof 6, vereinigt. Das Magazin„Thierfreund“ wird zur „Ostmärkischen Ausgabe des Reichstierschutzblattes“. Ab 1939 ersetzt der „Reichstierschutztag“ den „Welttierschutztag“.
Im Jahr 1944 werden Lebensmittel und somit auch Tierfutter knapp. Am 10. September 1944 erfolgt der erste schwere Luftangriff auf Wien, dem noch weitere einundfünfzig folgen. Dabei wurde unter anderem ein Tierrettungswagen zerstört. Nach Kriegsende, als eine sowjetische Hundestaffel am Khleslplatz Quartier bezieht, wird dem Tierschutzhaus die Möglichkeit gegeben, seine Tiere durch die sowjetischen Futtervorräte mitzuversorgen.

## Tierschutz Austria – Die Marke des Wiener Tierschutzvereins
Da der Wiener Tierschutzverein nicht mehr nur in Wien agiert, sondern sich um nationale und internationale Tierschutzthemen bemüht, entstand 2020 die Wort-Bild-Marke „Tierschutz Austria“, die dem Wiener Tierschutzverein ein zeitgemäßes Gesicht für seine neuen Aufgaben im 21. Jahrhundert geben soll. Der neue Auftritt als „Tierschutz Austria“ symbolisiert dabei die Überzeugung, „Menschen mit einem Lächeln für den Tierschutz zu gewinnen und Schritte mit Herz und Hirn zu setzen“. (Zitat: Petrovic). Trotz der neuen Marke, bleibt der Verein formal als „Wiener Tierschutzverein“ bestehen.

### Leitbild und Werte
Die wichtigsten Werte des Tierschutz Austria sind Tier- und Umweltgerechtigkeit, Transparenz, Partizipation und Gendergerechtigkeit. Als Leitbild soll nach einer Welt gestrebt werden, in der Tiere als empfindsame Wesen anerkannt werden.

## Tierschutzpolitische Arbeit

### Einsatzebene Tier
In den Tierheimen (dem Wiener Tierschutzhaus in Vösendorf sowie der Wildtierstation in Gloggnitz und der Tierpension in Brunn am Gebirge) bietet der Tierschutz Austria sowohl abgegebenen als auch in Not geratenen Haus-, Nutz- und Wildtieren moderne und tiergerechte Betreuung.

### Einsatzebene Mensch
Der Tierschutz Austria steht als Anlaufstelle für Hilfesuchende rund um die Uhr für telefonische und persönliche Hilfestellung zu in Not geratenen Tieren bereit. Er bietet Wissensvermittlung, Beratung, Training und Aufklärung und will so zu mehr Verständnis für die Bedürfnisse von Tieren und deren artgerechte Haltung beitragen.

### Einsatzebene Gesellschaft
Besonderer Fokus liegt auf artgerechter Tierhaltung im Zusammenhang mit gesellschaftspolitischen Themen. Der Tierschutz Austria setzt sich besonders für faire Lebensbedingungen von Nutztieren ein. Zudem werden die Erhaltung von Lebensräumen und Artenvielfalt gefördert. Dafür steht der Tierschutz Austria in einem regelmäßigen Austausch mit Politik, Öffentlichkeit und Medien. Unter anderem wird hierfür zu Gesetzesentwürfen Stellung bezogen, um so die Weiterentwicklung von bestehenden Gesetzen mit Tierschutz-, Artenschutz- und Umweltschutzbezug voranzubringen.

## Tierschutzhaus Vösendorf
Das Tierschutzhaus Vösendorf bietet rund 1.600 Haus-, Nutz- und Wildtieren eine moderne und tiergerechte Unterkunft. Sie werden von Tierärzten und Pflegern artgerecht versorgt. Das Ziel ist es, Haus- und Nutztieren in ein neues Zuhause zu vermitteln und heimische Wildtiere wieder in die Natur zurückzuführen. Sollten Tiere nicht artgerecht gehalten werden können, werden alternative Unterbringungsmöglichkeiten gesucht, wie die Wildtierstation in Gloggnitz. Das Haus wurde am Standort der ehemaligen Raffinerie Vösendorf errichtet, wodurch bis heute an manchen Stellen Teer aus dem Boden tritt.

## Wildtierstation in Gloggnitz
Der Tierschutz Austria betreibt eine eigene Wildtierstation in Gloggnitz wo jährlich etwa 300 Tiere versorgt werden. Nach der Genesung der Tiere hat deren Rückführung in die Natur und in natürliche Lebensräume oberste Priorität.